# Portulaca caulerpoides
Portulaca caulerpoides är en portlakväxtart som beskrevs av Nathaniel Lord Britton och Wilson. Portulaca caulerpoides ingår i släktet portlaker, och familjen portlakväxter. Inga underarter finns listade i Catalogue of Life.